# NGC 2704
NGC 2704 este o galaxie LINER situată în constelația Linxul. A fost descoperită în 18 martie 1787 de către William Herschel.